# 227 هـ
227 هـ هي سنة في التقويم الهجري امتدت مقابلةً في التقويم الميلادي بين سنتي 841 و842.

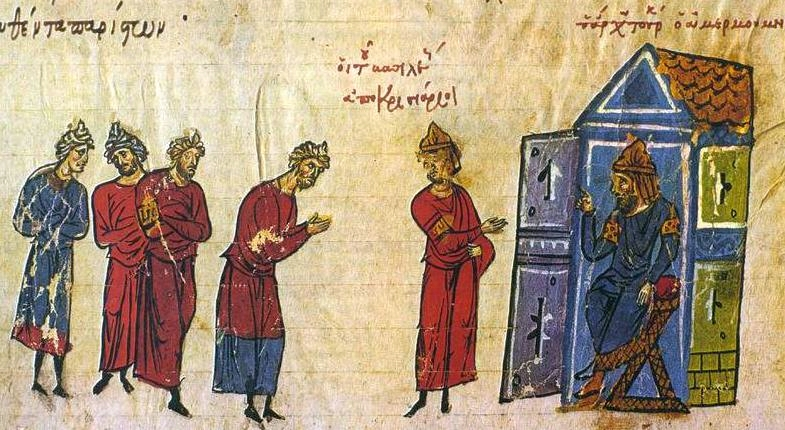
المعتصم بالله

## أحداث
- حملة بغا الكبير على نجد

## وفيات
- أبو إسحاق محمد المعتصم بالله
- سعيد بن منصور
- أبو الوليد الطيالسي
- بشر الحافي
- أحمد بن يونس